# NGC 2328
NGC 2328位于船尾座，是一个透鏡狀星系。其星团较大，较为年轻。NGC 2328距离地球约5900万光年。